# Resilienz (Betriebswirtschaftslehre)
In der Betriebswirtschaftslehre wird Resilienz (von lateinisch resilire ,abprallen‘ oder ‚zurückspringen‘) als Eigenschaft eines Unternehmens aufgefasst, die mit Überlebensfähigkeit, Krisenstabilität und Zukunftsfähigkeit assoziiert ist. Resilienz bedeutet auch in diesem Kontext, dass ein System – wie hier ein Unternehmen – nach einem negativen Schock, wie einer Wirtschaftskrise, weiter existiert und wieder auf das Ausgangsniveau vor dem Schock zurückfindet (z. B. der Erträge). Schocks sind das Resultat bestehender Risiken, die sich zu einem zufallsabhängigen Zeitpunkt und in einer zufälligen (unsicheren) Höhe negativ oder positiv auf das Unternehmen wirken auswirken.

## Resilienz und Nachhaltigkeit im Vergleich
Markus Brunnermeier interpretiert Resilienz als notwendige, aber nicht hinreichende Bedingung für Nachhaltigkeit. Eine nachhaltige Entwicklung ist eine solche, die langfristig beibehalten werden kann (siehe dazu Nachhaltigkeit). Neben der Fähigkeit, negative Schocks zu überstehen (Resilienz), darf als zweite Bedingung kein langfristiger negativer Trend besteht, der in der Zukunft die Existenz z. B. eines Unternehmens beendet.

## Resilienz und Robustheit im Vergleich
Robustheit ist ein seit Jahrzehnten, insbesondere im strategischen Risikomanagement, verwendeter Begriff der ähnlich belegt ist wie Resilienz und oft in der Praxis weitgehend synonym Verwendung findet. Brunnermeier (2021) geht dagegen von einem engeren Verständnis des Begriffs Robustheit aus und grenzt ihn wie folgt von Resilienz ab: „Geht es bei der Resilienz darum, nach Schocks zurückzufedern, beschreibt der Begriff der Robustheit ein Standhalten ohne Anpassung. Es ist die Fähigkeit zu widerstehen.“
Andere Autoren fassen Robustheit weiter und definieren diese ähnlich wie Resilienz: „Es ist die Fähigkeit eines Systems gemeint, Schocks zu überleben und dabei ein Mindestlevel an Leistungsfähigkeit und Erfolg beizubehalten.“
Gemäß dieser Definition „robuste“ Unternehmen weisen folgende Charakteristika auf:
1. hohe finanzielle Nachhaltigkeit (niedriges Ertragsrisiko, niedriges Insolvenzrisiko, gutes Rating)
2. eine robuste Unternehmensstrategie mit stabilen strategischen Erfolgspotenzialen und Anpassungsfähigkeit[6]
3. ausgeprägte hohe Kompetenz im Umgang mit Chancen und Gefahren (Risiken), d. h. ein gutes Risikomanagement[7].

In der Literatur findet man auch abweichende Eigenschaften und andere Charakterisierungen solcher Unternehmen (siehe z. B. Röhe, 2022, zu resilienten Unternehmen).

## Eigenschaften resilienter (robuster) Unternehmen
Allgemeine Voraussetzung für resiliente oder robuste Unternehmen sind „organisatorische Resilienz“ und „finanzielle Resilienz“, die durch das Konzept der „finanziellen Nachhaltigkeit“ gemessen werden kann. Diese ist gegeben, wenn ein Unternehmen langfristig real wächst, die Insolvenzwahrscheinlichkeit niedrig ist, das Ertragsrisiko (Ertragsvolatilität) gering und die Kapitalrendite höher ist als die risikoabhängigen Kapitalkosten.